# Saarjõgi
Saarjõgi är ett vattendrag i Estland.   Det ligger i landskapet Viljandimaa, i den centrala delen av landet, 100 km söder om huvudstaden Tallinn.